# Volker Nenne
Volker Nenne (* 29. April 1970) ist ein ehemaliger deutscher Fußballspieler.

## Werdegang
Der Mittelfeldspieler Volker Nenne wechselte 1994 vom Verbandsligisten Hammer SpVg in die zweite Mannschaft von Werder Bremen in die Regionalliga Nord. Nur ein Jahr später wechselte Nenne zum Regionalliga-Aufsteiger FC Gütersloh. In der Saison 1995/96 sicherten sich die Gütersloher auf Anhieb die Meisterschaft der Regionalliga West/Südwest und schafften den Durchmarsch in die 2. Bundesliga. War Nenne in der Regionalliga noch Stammspieler kam er in der 2. Bundesliga seltener zum Einsatz. Sein Profidebüt gab Volker Nenne am 8. September 1996 beim 1:0-Sieg über Hertha BSC, als er für Wojciech Choroba eingewechselt wurde. Insgesamt kam Volker Nenne auf acht Zweitligaspiele, in denen er ohne Torerfolg blieb. Zur Saison 1997/98 wechselte Volker Nenne zum Regionalligisten SC Verl, wo er zwei Jahre lang spielte. Er verließ den Verein 1999 mit unbekanntem Ziel. Bis 2003 spielte er für den SV Holzwickede, bevor er sich dem Verbandsligisten Davaria Davensberg anschloss. 2009 beendete Volker Nenne seine Karriere.

## Erfolge
- Meister der Regionalliga West/Südwest: 1995/96